# Эпупа, Оливия
Оливия Эстер Жанна Эпупа́ (фр. Olivia Esther Jeanne Époupa; родилась 30 апреля 1994 года в Париже, Франция) — французская профессиональная баскетболистка, выступала за команду женской национальной баскетбольной лиги (ЖНБЛ) «Канберра Кэпиталз». На драфте ВНБА 2016 года не была выбрана ни одной из команд. Играет на позиции разыгрывающего защитника. В 2020 году стала чемпионкой женской НБЛ, а также самым ценным игроком финала. В настоящее время защищает цвета французской команды «БЛМА Лат-Монпелье».
В составе национальной сборной Франции принимала участие на Олимпийских играх 2016 года в Рио-де-Жанейро и чемпионате мира 2018 года в Испании, а также выиграла серебряные медали на четырёх кряду чемпионатах Европы 2015 года в Венгрии и Румынии, 2017 года в Чехии, 2019 года в Сербии и Латвии и 2021 года в Испании и Франции.

## Ранние годы
Оливия Эпупа родилась 30 апреля 1994 года в городе Париж, столице Франции.